# Demografia Chișinăului
Populația Chișinăului, de la prima sa atestare cronologică (17 iulie 1436) în calitate de localitate așezată pe malurile Bîcului, a avut un caracter etnic românesc. Românii, în ciuda tuturor vicisitudinilor (războaie, incendieri, încorporări forțate în teritoriul altor țări, deportări, foamete etc.), întotdeauna au fost majoritari prin număr față de orice alt grup de populație străină, așezată aici cu mult mai târziu. În a doua jumătate a sec. XVIII, în Chișinău, pe vremea războaielor ruso-turce de pe teritoriul Moldovei, încep a se stabili reprezentanți ale unor grupuri alogene, în special sârbi, bulgari, greci, armeni, băjenari din diferite regiuni ale Imperiului Rus.

## Secolele XVIII - XIX
În 1772, în cele 114 gospodării înregistrate, pe lângă românii moldoveni băștinași, în Chișinău erau deja așezate 10 familii de armeni, 3 de „sârbi și jidovi”, 3 de țigani și una de greci. În 1774, în urma războiului ruso-turc din 1768-1774 și a înlesnirilor acordate de administrația rusă țaristă de ocupație pentru migranți și băjenari străini, la Chișinău sunt înregistrați în categoria celor 104 birnici (capi de familie) 2 greci, 1 sârb, 25 armeni și 16 „jidovi”. În rândul celor 40 rufeturi (membri ai unei corporații de breslași) se găsea doar un grec; în categoria străinilor se mai aflau 6 țigani și un sârb, numărul familiilor de români moldoveni atingând cifra de 111.
O dată cu includerea forțată în componența Imperiului Rus în 1791-1806, iar de jure în 1812, a pământurilor Moldovei feudale situate la est de Prut, populația Chișinăului, oraș devenit centru al noii regiuni Basarabia din 1818 și reședința de gubernie a Rusiei țariste din 1873, crește vertiginos în urma sporirii mecanice a numărului de locuitori, în mare parte imigranți din diferite colțuri ale Imperiului Rus.
În 1856 Chișinăul ocupa locul V printre orașele Imperiului Rus după numărul de locuitori, cedând doar în fața Petersburgului, Moscovei, Odesei și Rigăi. În prezent, Chișinăul este al doilea oraș ca mărime a populației în limitele spațiului etnic românesc, cedând întâietatea Bucureștiului, care are o populațieîn număr de 1.921.751.

## Secolul XX - prezent
Conform datelor statistice, nu întocmai adevărate, numărul populației a cunoscut următoarele variații:
Dacă până în anii 1990-'91 populația Chișinăului (fără suburbii și comune subordonate municipiului) s-a aflat într-o continuă creștere (cu mici abateri în timpul războaielor și revoluțiilor), atunci din 1991 se observă o descreștere lentă. Creșterea populației, conform mai multe surse statistice, se baza pe sporirea mecanică a populației venită aici în secolul XIX din mai multe gubernii ale Imperiului Rus și din alte țări europene (de exemplu coloniști bulgari și găgăuzi, germani și elvețieni etc.) prin faptul migrației stimulate și bine dirijate de guvernul țarist în detrimentul băștinașilor, precum și pe seama celor sosiți din alte republici sovietice (secolul XX), mai ales prin introducerea așa-zișilor „specialiști” și a pensionarilor (îndeosebi foști militari) cu drept de „a alege orașul de reședință”. Descreșterea populației orașului Chișinău în ultimii ani se explică atât prin faptul plecării unui oarecare număr de populație (alogenă, dar și băștinașă), cât și prin sporul natural aflat în descreștere. Sporul natural în descreștere a populației este condiționat de starea deplorabilă economică a majorității păturilor sociale, de numărul în descreștere a căsătoriilor înregistrate și de cel în creștere al divorțurilor. Fenomenul descreșterii numerice este explicat și prin numărul mic de nou-născuți vii față de cel al decedaților.
| Legendă                           | Anii | Anii | Anii | Anii | Anii | Anii | Anii | Anii | Anii | Anii | Anii |
| --------------------------------- | ---- | ---- | ---- | ---- | ---- | ---- | ---- | ---- | ---- | ---- | ---- |
| Legendă                           | 1950 | 1960 | 1990 | 1991 | 1992 | 2004 | 2008 | 2009 | 2010 | 2011 | 2012 |
| numărul nou-născuților            | 28,5 | 20,0 | 16,4 | 15,0 | 14,2 | 10,5 | 10,0 | 10,1 | 10,1 | 9,9  | 11,1 |
| numărul celor decedați            | 11,3 | 5,8  | 6,9  | 7,0  | 6,8  | 8,9  | 8,1  | 8,1  | 8,1  | 7,6  | 7,7  |
| sporul natural al populației      | 17,2 | 14,2 | 9,6  | 8,0  | 7,4  | 1,6  | 1,9  | 2,1  | 2,0  | 2,3  | 3,4  |
| numărul căsătoriilor înregistrate | 16,8 | 12,9 | 11,8 | 10,7 | 9,6  | 8,4  | 8,6  | 8,8  | 8,9  | 8,8  |      |
| numărul divorțurilor înregistrate | 0,9  | 2,7  | 5,7  | 6,1  | 6,9  | 5,4  | 3,9  | 3,8  | 3,8  | 3,5  |      |

## Repartiția pe sexe
În Chișinău numărul femeilor în comparație cu cel al bărbaților (categorie de populație cu posibilități mai mari de flotație și migrație) este ceva mai ridicat și în decursul unor ani se prezintă astfel:
| Sex          | Anii      | Anii  | Anii    | Anii    | Anii   | Anii    |
| ------------ | --------- | ----- | ------- | ------- | ------ | ------- |
| Sex          | 1919/1923 | 1959  | 1970    | 1979    | 1989   | 2004    |
| Femei, mii   | 74,4      | 117,8 | 191,099 | 276,336 | 342,19 | 345,198 |
| Bărbați, mii | 58,5      | 98,2  | 167,791 | 249,687 | 319,22 | 299,006 |

## Repartizare etnică
Dacă până la venirea rușilor țariști (anii 1769-1774), Chișinăul continua a fi o localitate „pur românească”, atunci pe la mijlocul sec.XIX, conform unor date statistice, în Chișinău locuiau:
- 7562 români și moldoveni
- 2121 ruși
- 1912 bulgari
- 927 evrei
- 1740 alți alogeni.

Sub aspect etnic, prin 1919, populația Chișinăului, conform altor date statistice, constituia 133 mii locuitori stabili și 66,5 mii suflete de populație flotantă. După apartenența etnică, această populație se împărțea astfel:
- români (moldoveni) – 40 mii
- evrei – 62 mii
- nemți – 10 mii
- ruși – 12 mii
- ucraineni – 7 mii
- bulgari – 2 mii.

Ultimele cifre, conform spuselor academicianului Ștefan Ciobanu,, „nu pot fi nici măcar aproximative”, o dată ce lipseau oficiile stării civile și nu erau organizate recensăminte corespunzătoare, numărul nemților fiind exagerat, lipsind numărul armenilor, polonezilor, grecilor și fiind micșorat intenționat numărul românilor basarabeni (al moldovenilor).
Conform unor date statistice rusești, între anii 1894-1897 numărul românilor basarabeni din Chișinău constituia 54,8 mii, ceea ce era egal cu aproape jumătate din populația orașului. În așa fel, numărul băștinașilor, în ciuda colonizărilor dirijate și artificiale întreprinse de autoritățile țariste, iar apoi de cele sovietice, a continuat să crească în cifre absolute, deși în unii ani descreștea procentual, mereu însă rămânând preponderent numeric față de orice alt grup alogen stabilit aici cu secole mai târziu.

## Populația în localitățile subordonate Chișinăului
Mai jos este trecută în revistă structura etnică a localităților subordonate orașului Chișinău, conform Legii privind organizarea administrativ-teritorială a Republicii Moldova, care „alimentează” capitala atât cu populație stabilă, cât și cu populație flotantă.
| Denumirea localității subordonate Chișinăului | Populație totală | Români moldoveni | Alt grup mai însemnat de populație | Numărul lor |
| --------------------------------------------- | ---------------- | ---------------- | ---------------------------------- | ----------- |
| orășelul Codru                                | 9892             | 7312             | ruși                               | 1316        |
| orășelul Cricova                              | 7214             | 4537             | ruși                               | 1414        |
| orășelul Durlești                             | 17937            | 14329            | ruși                               | 1781        |
| orășelul Sîngera                              | 6881             | 6302             | ruși                               | 277         |
| orășelul Vadul lui Vodă                       | 5037             | 3209             | ruși                               | 1053        |
| orășelul Vatra                                | 3736             | 1827             | ruși                               | 1049        |
| satul Bîc                                     | 896              | 869              | ruși                               | 10          |
| satul Bubuieci                                | 5779             | 4823             | ruși                               | 642         |
| satul Buneți                                  | 83               | 37               | ucraineni                          | 42          |
| satul Ceroborta                               | 36               | 35               | ruși                               | 1           |
| satul Cheltuitori                             | 183              | 167              | ucraineni                          | 10          |
| satul Ciorescu                                | 4064             | 3261             | ucraineni                          | 388         |
| satul Colonița                                | 2722             | 2470             | ruși                               | 164         |
| satul Condrița                                | 514              | 511              | ucraineni                          | 3           |
| satul Cruzești                                | 1360             | 1283             | ruși                               | 59          |
| satul Dobrogea                                | 3789             | 2364             | ruși                               | 1063        |
| satul Făurești                                | 516              | 505              | ruși                               | 6           |
| satul Ghidighici                              | 5063             | 4904             | ruși                               | 108         |
| satul Goian                                   | 320              | 288              | ruși                               | 7           |
| satul Grătiești                               | 4194             | 4130             | ruși                               | 41          |
| satul Hulboaca                                | 1398             | 1375             | ruși                               | 10          |
| satul Revaca                                  | 915              | 896              | ruși                               | 5           |
| satul Tohatin                                 | 1752             | 1585             | ruși                               | 76          |

## Situație demografică actuală
Numărul născuților pe parcursul lunilor ianuarie - septembrie 2012 a crescut cu 1,484 față de aceeași perioadă din 2011. Rata natalității pentru perioada ianuarie - septembrie 2012 a fost de 14,1 la 1.000 de locuitori, în creștere față de 11,5 în ianuarie - septembrie 2011, și față de 11,8 în ianuarie - septembrie 2010.
- Numărul de nașteri în ianuarie - septembrie 2010 = ▲ 6,974
- Numărul de nașteri în ianuarie - septembrie 2011 = ▼ 6,835
- Numărul de nașteri în ianuarie - septembrie 2012 = ▲ 8,458

Numărul decedaților în aceeași perioadă a crescut cu 243, față de aceeași perioadă din 2011. Rata mortalității pentru ianuarie - septembrie 2012 a fost de 7,9 decese la 1000 de locuitori, în creștere față de 7,6 în perioada ianuarie - septembrie 2011, dar în scădere față de 8,1 din perioada ianuarie - septembrie 2010.
- Numărul de decese în ianuarie - septembrie 2010 = ▲ 4,793
- Numărul de decese în ianuarie - septembrie 2011 = ▼ 4,497
- Numărul de decese în ianuarie - septembrie 2012 = ▲ 4,740

Pe parcursul lunilor ianuarie - septembrie sporul natural în ultimii trei ani, a fost de: +3,7 la 1.000 în 2010, +3.9 în 2011, și +6,2 în 2012.
- Sporul natural în ianuarie - septembrie 2010 = ▲ +2,181
- Sporul natural în ianuarie - septembrie 2011 = ▲ +2,338
- Sporul natural în ianuarie - septembrie 2012 = ▲ +3,718